# Mol, Banatul de Nord
Mol (sârbă Мол, maghiară Mohol, germană Mol) este un oraș în Districtul Banatul de Nord, Voivodina, Serbia. 
Orașul are o populație de 6786 locuitori (2002), în majoritate de etnie maghiară.
1. ↑  , Republicki geodetski zavod[*] http://web.archive.org/web/20160530172604/http://www.rgz.gov.rs/upload/web/Spisak%20KO-20150521.zip, arhivat din original la 30 mai 2016 Lipsește sau este vid: |title= (ajutor)